# Trashmonkeys
Trashmonkeys est un groupe allemand de rock, originaire de Brême, Hambourg et Cologne. 

## Histoire
Le groupe est fondé en 1998, et est à l'origine un trio. Le style musical des Trashmonkeys représente une synthèse des couleurs sonores des années 1960 et 1970 et se rattache de manière synergique aux formes contemporaines du garage rock, et enfin à des éléments de pop punk et de power pop.
Le premier album Trashmonkeys est enregistré dès l'année de fondation. Il n'est pas un succès commercial en grande partie à cause du label Weser, sur lequel l'album était sorti, qui a déposé le bilan peu après. La même année, les Trashmonkeys jouent en première partie des Cramps et, plus tard, en première partie des Hives et des Hellacopters. Le deuxième album Clubtown sort en 2002 sur le label londonien Acid Jazz. Le groupe devient entre-temps un quatuor. Avec Clubtown, les Trashmonkeys se font un nom en Angleterre. L'émission de télévision italienne Le iene choisit la chanson Sundays comme générique.
En été 2004, le troisième album des Trashmonkeys, intitulé The Maker, sort sur le label discographique indépendant hambourgeois L'Âge d'or,,. Le 18 août 2006, le quatrième album Favourite Enemy suit, également chez L'Âge d'or. En avril 2009, leur cinquième album, intitulé Smile, sort chez XNO Records,,. Au milieu des années 2000, le groupe donne une cinquantaine de concerts par an ; il tourne pendant quelques années dans des clubs de toute l'Europe et s'est également produit au Japon. En 2009, les Trashmonkeys participent à la Jägermeister-Rockliga, où ils étaient en concurrence dans leur groupe avec les groupes Friska Viljor (Suède) et Electric Six (États-Unis).
Fin octobre 2012, le groupe annonce sa séparation, invoquant des raisons personnelles comme facteur déterminant. Offer Stock, Milo, Dennis Rux et Gunnar Riedel forment par la suite le groupe Rhonda. Andreas Wolfinger est actif dans les groupes de musique Gruppe 80 et Gestatten, Projekt Schulz. Daz Fralick, membre fondateur, avait déjà quitté le groupe en été 2011 pour des raisons personnelles.

## Discographie
- 1998 : Trashmonkeys
- 2002 : Clubtown
- 2004 : The Maker
- 2006 : Favourite Enemy
- 2009 : Smile